# Amblypsilopus fuscinervis
Amblypsilopus fuscinervis är en tvåvingeart som först beskrevs av Van Duzee 1926.  Amblypsilopus fuscinervis ingår i släktet Amblypsilopus och familjen styltflugor.
Artens utbredningsområde är Ontario. Inga underarter finns listade i Catalogue of Life.